# Жак д'Ібелін
Жак д'Ібелін (фр. Jacques d’Ibelin; бл. 1240 — 1276) — граф Яффо і сеньйор Рамли в Єрусалимському королівстві (1266—1268, з 1268 титулярний). Представник впливового в Єрусалимському та Кіпрському королівствах хрестоносців Ібелінського дому.

## Біографія
Жак був сином графа Яффо Жана д'Ібеліна та його дружини Марії Вірменської. Після смерті батька в 1266 році успадкував його титули та володіння. Як і його батько, був відомим юристом і написав юридичний трактат «Le Livre de Jean d'Ibelin» — ясний і чітко складений в 69 главах огляд феодального права, що діяло в Кіпрському королевстві, що увійшов до збірки, відомій як асизи Єрусалимського королівства.
Між 1255 і 1260 роком Жак одружився з Марією Монбельярдською, вдовою Гуго д'Ібеліна Бейрутського і дочкою Еда Монбельярдського — конетабля Єрусалима, та Есківи де Сент-Омер, княгині Галілеї, але дітей у пари не було.
В березні 1268 року його володіння в Єрусалимському королівстві захопили мамелюки, і Жак д'Ібелін утік до родичів на Кіпр.
Жак д'Ібелін помер 1276 року, і його титули успадкував молодший брат — Гі д'Ібелін (пом. 1304). Нащадки Гі д'Ібеліна називали себе графами Яффо до кінця XIV століття.